# 米歇爾·克羅彭
米歇爾·克羅彭（德語：Michelle Kroppen，1996年4月19日—），德國射箭運動員，她代表德國隊參加了日本舉行的2020年夏季奧林匹克運動會，並且在女子團體比賽上獲得銅牌。